# 坳背山
坳背山是香港新界葵青區的一個小山丘 ，很多時被視為蝴蝶谷一部分，高約80公尺，為金山山腳(大窩石梨頭)向南延伸部分，山丘位於蝴蝶谷西面，九華徑東面，大蒸場南面，大約範圍在長坑路至青山公路-葵青段之間。。附近一帶有長坑村及九華徑舊村等舊村莊，及鄰舍輔導會怡菁山莊。

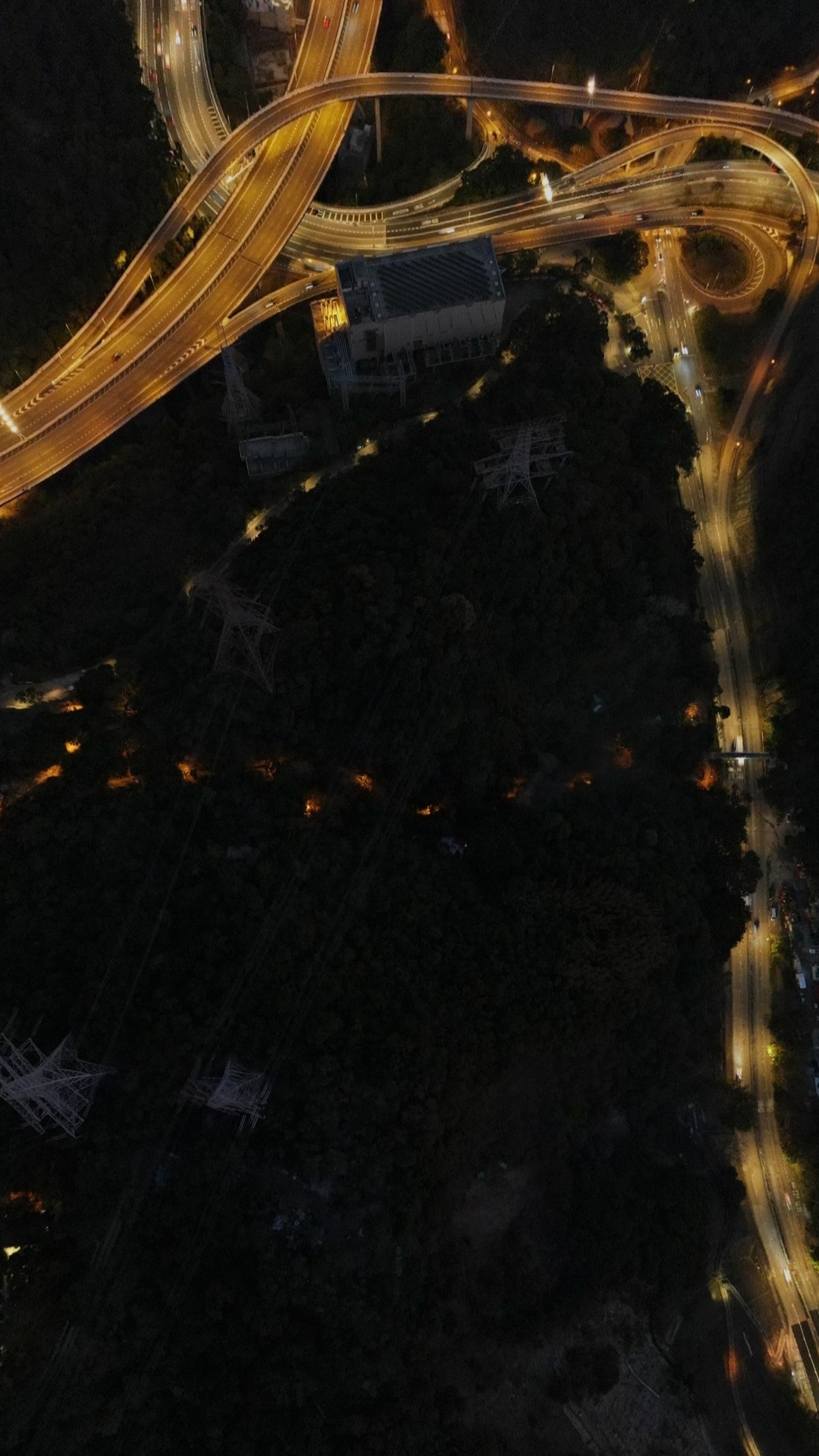
圖中為坳背山，左邊為青山公路-葵青段，右邊為長坑路，南方為呈祥道及蝴蝶谷道

## 城市景觀
- 坳背山山頂
- 從坳背山眺望九華徑華荔邨一帶
- 位於坳背山的長坑村
- 長源路及長坑路交界鄰近大蒸場
- 位於坳背山的鄰舍輔導會怡菁山莊，前身為坳背山男童院

## 交通

### 主要幹道
- 呈祥道
- 青沙公路
- 青山公路-葵青段

### 主要街道
- 長坑路
- 長源路
- 大蒸場路

## 鄰近景點
- 鐘山臺
- 長坑村遊樂場
- 長坑村
- 九華徑舊村
- 九華徑新村
- 九華徑抽水站
- 九華徑燒烤場
- 鄰舍輔導會怡菁山莊
- 坳背山污水處理廠
- 九華徑